# Замок Норкиттен
Норкиттен (нем. Schloss Norkitten) — рыцарский замок в городе Междуречье (Калининградская область), Россия. Ныне в руинах.

## История
Замок был построен в 1469 году.
После Семилетней войны и нашествия Наполеона замок был уничтожен. В 1785 году в Норкиттене располагался доменамт герцога Дессау, относящийся к району Инстербург. В 1786 г. основан кирпичный завод Норкиттен, который имел статус населенного пункта в составе общины.
В 1818-1820 годах на месте старого орденского замка был построен новый замок в неоромантическом стиле. К концу XX века от замка сохранились лишь несколько значительно перестроенных хозяйственных построек и здания конюшни. В этих зданиях сейчас находятся колхозные ремонтные мастерские.